# Aleksiej Faworski
Aleksiej Wasiliewicz Faworski (ros. Алексей Васильевич Фаворский, ur. 10 lutego 1873, zm. 17 lutego 1930 w Kazaniu)  – rosyjski lekarz neurolog i neuropatolog, profesor Uniwersytetu w Kazaniu.
W 1891 roku rozpoczął studia na Cesarskim Uniwersytecie Kazańskim, jego nauczycielami byli m.in. Misławski i Darkszewicz. W 1896 roku otrzymał tytuł doktora medycyny, po czym podjął pracę jako nadetatowy asystent w klinice neurologicznej Darkszewicza. W 1903 roku odbył podróż naukową do Niemiec, zwiedził kliniki i laboratoria Bielschowsky'ego, Brodmanna, Vogta, Mendla, Oppenheima. Pracował także w Instytucie Pasteura w Paryżu. W 1910 ponownie wyjechał za granicę i odbył kurs z neuropatologii u Alzheimera, a niedługo potem staż u Pawłowa w Sankt Petersburgu. W 1918 roku, po powołaniu Darkszewicza na katedrę w Moskwie, został wybrany profesorem neurologii na Uniwersytecie w Kazaniu.
Modyfikacja Faworskiego metody Cajala barwienia komórek i włókien nerwowych określana bywa jako metoda Faworskiego (ros. метод Фаворского).

## Wybrane prace
- Ein Beitrag zum Bau des Bulbus olfactorius. Journal für Psychologie und Neurologie 6, ss. 260-266, 1905
- Die Abbauerscheinungen bei Tabes Dorsalis. Nissl-Alzheimer's Arbeiten, 6, s. 74, 1913